# Addison (Illinois)
Addison – wieś położona w hrabstwie DuPage, w stanie Illinois w Stanach Zjednoczonych na zachodzie zespołu miejskiego Chicago. Przez Addison przepływa rzeka Salt Creek.

## Demografia
Liczba ludności w 2000 wynosiła 35 914 mieszkańców, w 2002 – 36 378, w 2006 – 37 035, a w 2023 – 35 167 osób.

## Nazwa
Addison zostało założone w 1884 r. Nazwa wiąże się z nazwiskiem pisarza Josepha Addisona. W Addison znajduje się Muzeum Historyczne.

## Parki rozrywki
W miejscowości funkcjonował Adventureland – park rozrywki eksploatowany od 1961 r. do 1977 r. Był początkowo znany jako Paul’s Picnic Grove, a później jako Storybook Gardens. Od 1967 r. do 1976 r. był największym obiektem tego typu w stanie Illinois. Wśród parków znajdujących się obecnie w miejscowości można wymienić: Wood Dale Grove County Forest Preserve, Farmwood Park, Nike Park, Oak Knoll Park, Oak Meadows County Forest Preserve, Cricket Creek County Forest Preserve, Community Park, Cherokee Park, Green Meadow Park.

## Edukacja
W Addison znajdują się dwie szkoły średnie: Addison Trail High School (publiczne), Driscoll Catholic High School (prywatne) oraz uczelnia wyższa: Devry Institute of Technology.

## Gospodarka
Bezrobocie we wrześniu 2007 r. wynosiło: 4,4% (w stanie Illinois 4,8%). Średnia wielkość gospodarstwa domowego wynosi 3,1 os. (Illinois – 2,6 os.).
Największym przedsiębiorstwem jest Minuteman International Inc (branża chłodnicza przemysł maszynowy).
Centra handlowe: Farmwood Plaza Shopping Center, Lake Mill Plaza Shopping Center, Dominick's Shopping Center, Green Meadows Shopping Center, Centennial Plaza Shopping Center.

## Znane osoby związane z miejscowością
- Tim Breslin – aktor;
- Mark Anelli – piłkarz;
- Leon Spinks – były mistrz boksu.